# Feketeszélű aprócincér
A feketeszélű aprócincér (Tetrops starkii) a cincérfélék családjába tartozó, Eurázsiában honos, kőrisfákon élő bogárfaj. 

## Megjelenése
A feketeszélű aprócincér testhossza 3-6 mm. Előháta felülről nagyjából négyzetes, szárnyfedőinek oldalvonalai szinte végig párhuzamosak. Teste fekete, szárnyfedői barnássárgák, de a végük szélesen fekete vagy barna színű; az oldalszegély a válltól a majdnem fekete csúcsfoltig sötétbarna vagy fekete. Lábai sárgák. Szárnyfedői az oldalukon és a végükön is nagyon durván pontozottak. Fehéres szőrei mindig nagyon hosszúak és sűrűek. 

## Elterjedése és életmódja
Eurázsiában őshonos az Ibériai-félszigettől Kis-Ázsián keresztül a Kaukázusig. Magyarországon ritka és szórványos, többek között Budapesten, Visegrádon, Alcsúton, Siófokon ismertek állományai. 
Lárvája a kőrisfák vékonyabb (max. 2-3 cm vastag) ágaiban él, többnyire a lombkoronában. Fejlődése egy vagy két évig tart, majd tavasszal a fában bebábozódik. Az imágó áprilistól júniusig rajzik, főleg tápnövényeinek levelein, lombjában tartózkodik. 

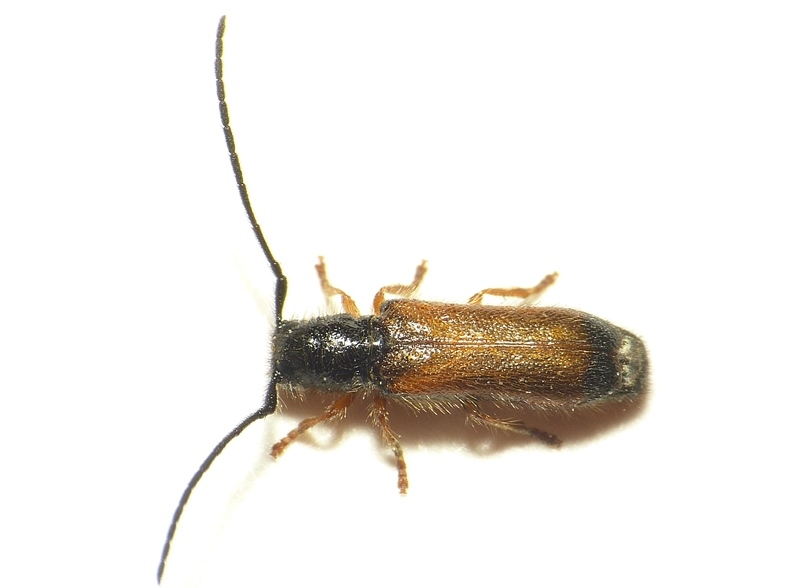

Magyarországon nem védett.